# Sekiryo Kaneda
 (août 2024).
Si vous disposez d'ouvrages ou d'articles de référence ou si vous connaissez des sites web de qualité traitant du thème abordé ici, merci de compléter l'article en donnant les références utiles à sa vérifiabilité et en les liant à la section « Notes et références ».
Pour les articles homonymes, voir Kaneda.
Sekiryō Kaneda (金田 積良), né en 1883 et mort le 2 février 1949, est un dirigeant d'entreprises japonais. Il est le gendre de Fusajirō Yamauchi, fondateur de Nintendō Koppai, premier nom de Nintendo.    

## Biographie

### Carrière
Il épouse Tei Yamauchi, fille unique de Fusajirō Yamauchi. Selon la tradition japonaise, Fusajirō Yamauchi décide de confier les rênes de l'entreprise à son gendre Sekiryo Kaneda, à la condition cependant que celui-ci prenne le nom de Yamauchi. 
Sekiryō Kaneda se voit proposer la direction de la société familiale lorsque celui-ci prend sa retraite en 1929. 

### Mort
Il meurt en 1949 d'une crise cardiaque. L'entreprise est reprise par son petit-fils âgé de 22 ans à l'époque, Hiroshi Yamauchi.